# Вындомский, Александр Максимович
Александр Максимович Вындомский (1750—1813, с. Тригорское Опочецкого уезда Псковской губернии) — полковник в отставке, опочецкий уездный предводитель дворянства, второй хозяин и главный устроитель села Тригорского, отец П. А. Осиповой-Вульф.

## Биография
Второй сын Максима Дмитриевича Вындомского от Екатериной Фёдоровной Квашниной. Имел старшего брата Дмитрия, скончавшегося «в молодых летах».
В 1756 году Александр Максимович был записан в Семёновский полк.
Александр Максимович Вындомский был офицером 2-й роты лейб-гвардии Семеновского полка[1] в должности квартирмейстера, вышел в отставку в чине полковника. Активный участник «Общества друзей словесных наук» в Санкт-Петербурге, сотрудник журнала «Беседующий гражданин» (1789), член масонской ложи «Восходящего солнца». После пребывания в большом свете перебрался на постоянное жительство в Псковскую губернию по соседству с Ганнибалами, предками поэта А.С. Пушкина (усадьбы Михайловское, Петровское).
Построил при усадьбе Тригорское кирпичный и винокуренный заводы, где производил хлебное вино, французскую водку и красный кирпич; по контракту со Святогорским монастырем арендовал монастырскую водяную мельницу в деревне Бугрово, обеспечивая мукой Тригорское и монастырскую братию и имея при этом постоянный доход с помола муки для помещиков и крестьян из окрестных сел и деревень. Организовал крупнейшую в Псковской губернии полотняную фабрику по изготовлению парусины для кораблей и других льняных изделий, наладил международную торговлю распиленным на доски лесом; в разные годы числился предводителем Опочецкого уездного дворянства.
Параллельно с широкой предпринимательской деятельностью собирал богатую жанровым разнообразием домашнюю библиотеку, которой впоследствии пользовался А.С. Пушкин, работая, в том числе, над деревенскими главами романа «Евгений Онегин». Вместе с тем Вындомский коллекционировал живопись и дорогие гравюры, увлекался рисованием и сочинением стихов. Известны два его стихотворения под названием «Молитва грешника кающегося» и «Сонет» – оба являются стихотворными переложениями псалмов (Псалом 12 и 26 соответственно).
Сохранился альбом Александра Вындомского с выписками стихотворений из литературных журналов, в основном, 1790-х годов.
[1] Принадлежность А.М. Вындомского ко 2-й роте подтверждает Исповедная ведомость полковой Введенской церкви  от 1779 года: ЦГИА. Ф. 19. Оп. 121. Д. 114-1. Л. 25.
После отставки Вындомский поселился в Тригорском и занялся хозяйством. Его внук А. Н. Вульф писал: 

 Имев большое состояние, долго он был в большом свете, но, наконец, удалился и жил в своей деревне в Псковской губернии, где, занимаясь разными проектами, потерял он большую часть своего состояния. 
Усадьба была обширной, значительно больше соседнего Михайловского, и включала в себя многочисленные хозяйственные постройки, большой фруктовый сад, парк, цветники и обширный пейзажный парк "аглицкого стиля".
А.М. Вындомский торговал лесом, отправляя его за границу.
Александр Максимович устроил в усадьбе полотняную фабрику, кирпичный и винокуренный заводы. Построенная при селе Тригорском полотняная фабрика (1783 - 1788) стала одной из самых крупных на территории Псковского наместничества. Вындомский получил из казны ссуду и машины для создания вотчинной мануфактуры. В лучшие годы предприятие, на котором были задействованы около 40-50 крепостных рабочих-ткачей, производило до 40 000 аршин полотна.  Винокуренный завод А. М. Вындомского работал при условии «дозволить ему водку делать крепкую и сладкую ис того ж приемного (от казны) вина…, а пиво и мед содержать собственный ево». Позднее он издал брошюру «Записка, каким образом сделать из простого горячего вина самую лучшую французскую водку, почерпнутые к сему правила из опыта почтенной публике и любителям хозяйства. Сообщает полковник Александр Вындомский», которая публиковалась в 1800-х годах.

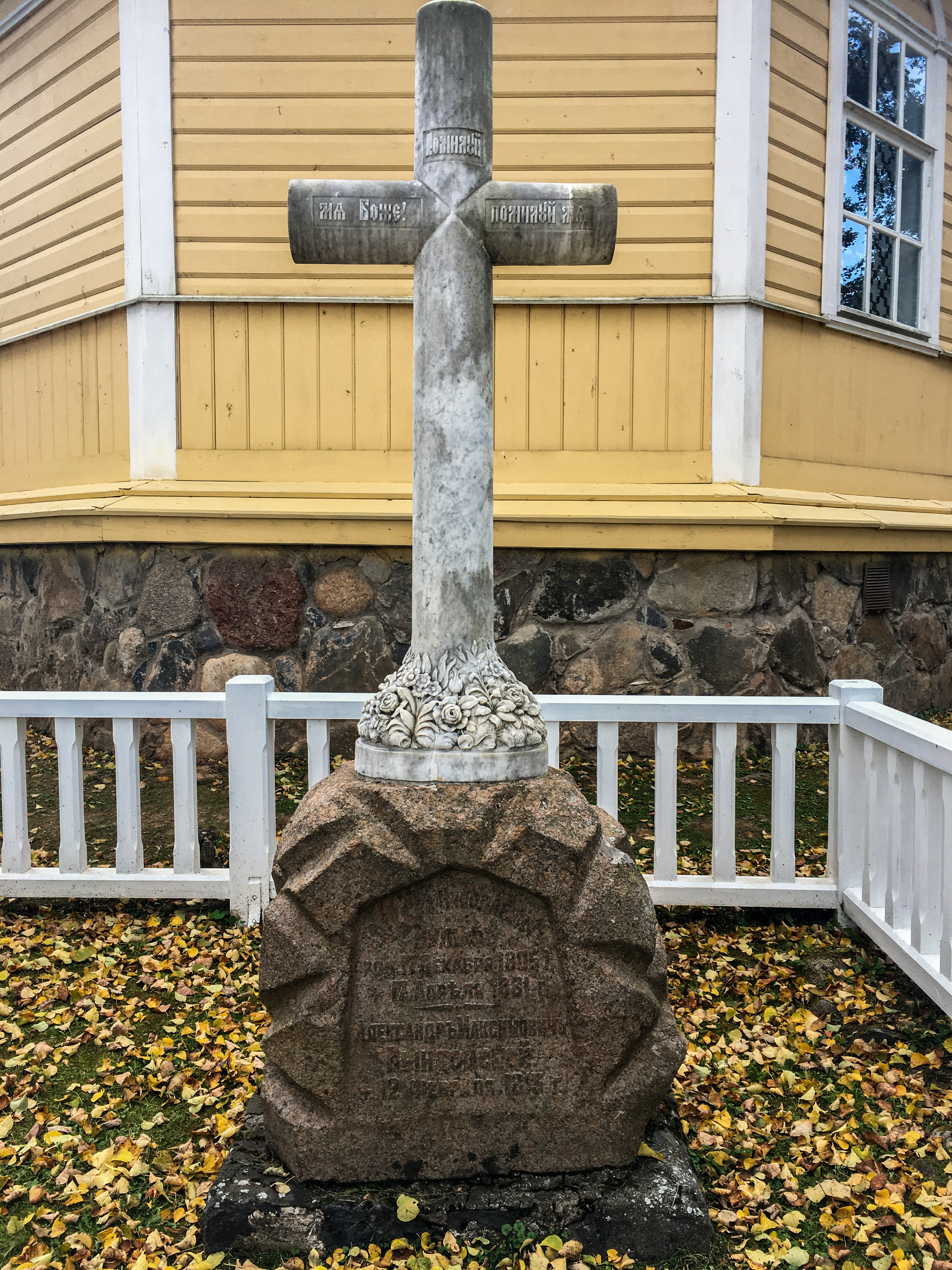
А.М.Вындомский (1750-1813), могила при Георгиевской церкви на городище Воронич

По словам внука, Александр Максимович был «человеком с умом и образованностью, приобретенною им самим собой», хотя в семье и жила легенда о том, что столь блестящее образование Вындомский получил в Англии. В Тригорском им была собрана прекрасная библиотека, которой позднее пользовался А. С. Пушкин. М.И. Семевский в своей работе «Прогулка в Тригорское» писал: «… библиотека эта была довольно велика и в ней было много книг с дорогими гравюрами: она была собрана отцом его матери, Вындомским, человеком по своему времени весьма образованным, находившимся в сношениях с Новиковым, едва ли даже не масоном и, как говорят, членом Казанской ложи. Вындомский был прекрасный хозяин, любил читать и весьма хорошо рисовал.» В его библиотеке находились книги по истории, медицине, географии, философии, политике, включая библиографические редкости. Его собственные художественные работы долгое время хранились в усадьбе. Из литературных произведений в печати известно его стихотворение «Молитва грешника кающагося», изданное в журнале «Беседующий гражданин» (1789 г., ч. II, стр. 22).
Aлександр Максимович Вындомский умер 12 февраля 1813 года в Тригорском и был похоронен на семейном кладбище y Георгиевской церкви на погосте городища Воронич.

## Брак и дети
Не позже 1774 года Александр Максимович женился, сделав партию, на Марии Аристарховне Кашкиной (1755 — 1791), дочери тайного советника Аристарха Петровича Кашкина и Татьяны Константиновны Скороходовой. Вероятно, что знакомство Вындомского с Марьей Аристарховной произошло через её дядю — Евгения Петровича Кашкина, который с начала 1770 года состоял премьер-майором лейб-гвардии Семёновского полка. В браке родились:
- Анна (21.07.1775—1780);
- Елена (01.02.1778[10]—1780), крещена 8 февраля 1778 года в церкви Введения во храм Пресвятой Богородицы лейб-гвардии Семёновского полка при восприемстве девицы Екатерины Константиновны Скороходовой.
- Елисавета (1779—1803) — с 1797 года замужем за Яковом Исааковичем Ганнибалом (ум. 1819);
- Прасковья (1781—1859) — с 1799 года замужем за Николаем Ивановичем Вульфом (1771—1813), с 1817 года замужем за Иваном Сафоновичем Осиповым (ум. 1824);
- Григорий (23.09.1785—1795) — последний мужской отпрыск младшей ветви рода Вындомских.
- Екатерина (18.10.1786[11]— ?)